# Fascia superficial del perineo

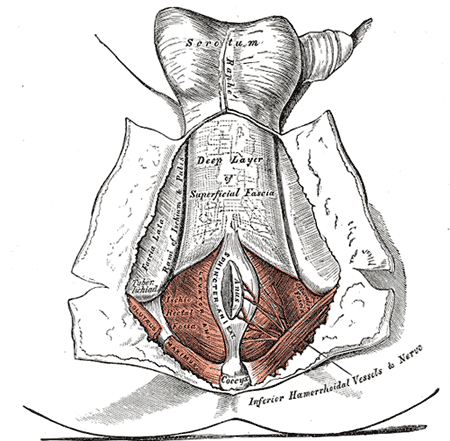
El perineo. El tegumento y la capa superficial de la fascia superficial reflejada (capa profunda de la fascia superficial etiquetada en el centro)

La fascia superficial del perineo o fascia de Colles es una capa membranosa delgada y resistente que separa la piel y la grasa subcutánea de los músculos superficiales del periné (bulboesponjoso, isquiocavernoso, y el músculo transverso superficial). La fascia de Colles cubre los músculos de esta región.

## Origen del nombre
El nombre se debe al médico irlandés Abraham Colles (1773-1843).

## Límites
La fascia de Colles emerge del lado inferior membrana perineal. Por delante, continua con la fascia dartos y la fascia Scarpa sobre la pared anterior del abdomen; Por ambos lados está firmemente sujetado a las ramas del pubis e isquión y con la tuberosidad isquiática. Posteriormente, se curva alrededor del músculo transverso superficial del periné para unirse al margen más bajo de la fascia inferior del diafragma urogenital. En la línea media, está conectada con la fascia superficial.

## En el varón
La fascia de Colles divide la base del pene de la próstata sin cubrir el escroto.

## En la mujer
En la mujer se dirige hacia la capa adiposa de los labios mayores y continua con la fascia de Scarpa.